# Catgut

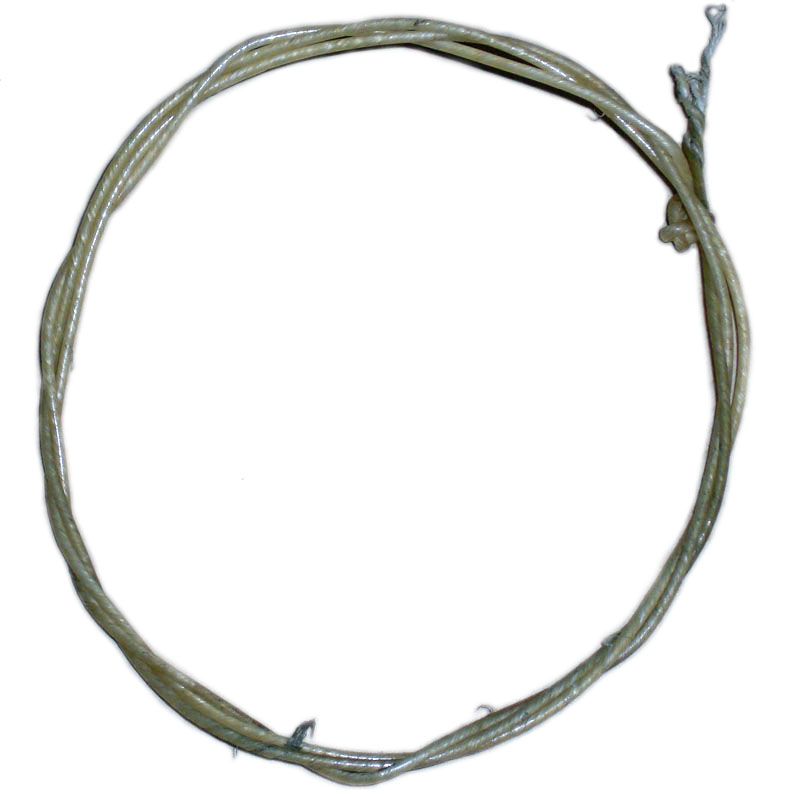
Catgut

Catgut is een taai materiaal dat gebruikt wordt in de chirurgie voor het hechten van wonden, in de muziek voor het maken van snaren en bij tennis voor het bespannen van rackets. In al deze gebieden is het overigens grotendeels door andere materialen verdrongen. Het wordt gemaakt van de darmen van dieren (niet van katten, zoals de naam suggereert, maar meestal van schapen. Cat is kort voor cattle, vee). 
Catgut wordt langzaam door het lichaam opgelost. Na een dag of 5 is de grootste sterkte verdwenen, volledig verdwijnen duurt enige weken. Er is ook een vorm die geïmpregneerd is met chroomverbindingen en die daardoor nog wat langer standhoudt. Oplosbare hechtingen hebben het voordeel dat de hechtingen niet verwijderd hoeven te worden als de wond is genezen. Daarom wordt catgut gebruikt voor hechtingen in het inwendige van het lichaam. Ook wonden in de mond worden nog weleens met catgut gehecht. Voor hechting van de huid en oppervlakkige spierlagen worden meestal andere hechtmaterialen gebruikt.
Catgut vindt weinig toepassing meer. Het geeft vrij veel weefselreactie en leidt gemakkelijk tot infectie. Aan de oppervlakte gebruikt zijn de littekens duidelijker dan bij een inert materiaal. Voor oplosbare hechtingen wordt nu meestal polymelkzuur (vicryl) gebruikt, voor onoplosbare hechtingen kunststof monofilament van nylon of polypropeen. Ook zijde en katoen (die niet oplossen en goed knoopbaar zijn maar vrij veel weefselreactie geven) worden niet veel meer gebruikt.